# Brukteri
Brukteri (lat. Bructeri) su bili značajno germansko pleme koje je od 1. stoljeća pr. Kr. do sredine 4. stoljeća živjelo u današnjoj sjeverozapadnoj Njemačkoj, između rijeka Ems i Lippe, južno od Teutoburške šume. Početkom 1. stoljeća su se priključili Arminijevom savezu i godine 9. sudjelovali u uništenju rimske vojske u Teutoburškoj šumi. Šest godina kasnije je rimski vojskovođa L. Stertinije poharao njihovu zemlju i uspio vratiti zastavu XIX legije izgubljenu u bitci. Godine 69. su se pod vodstvom proročice/svećenice Velede priključili Batavskom ustanku. S vremenom su se asimilirali u Ripuarijce, odnosno Franke.

## Vanjske poveznice
- Legio XIX, www.livius.org  Arhivirana inačica izvorne stranice od 6. svibnja 2015. (Wayback Machine) „In 15, the eagle of the nineteenth was recovered by the Roman commander Lucius Stertinius among the Bructeri.“